# 雪姑娘平原

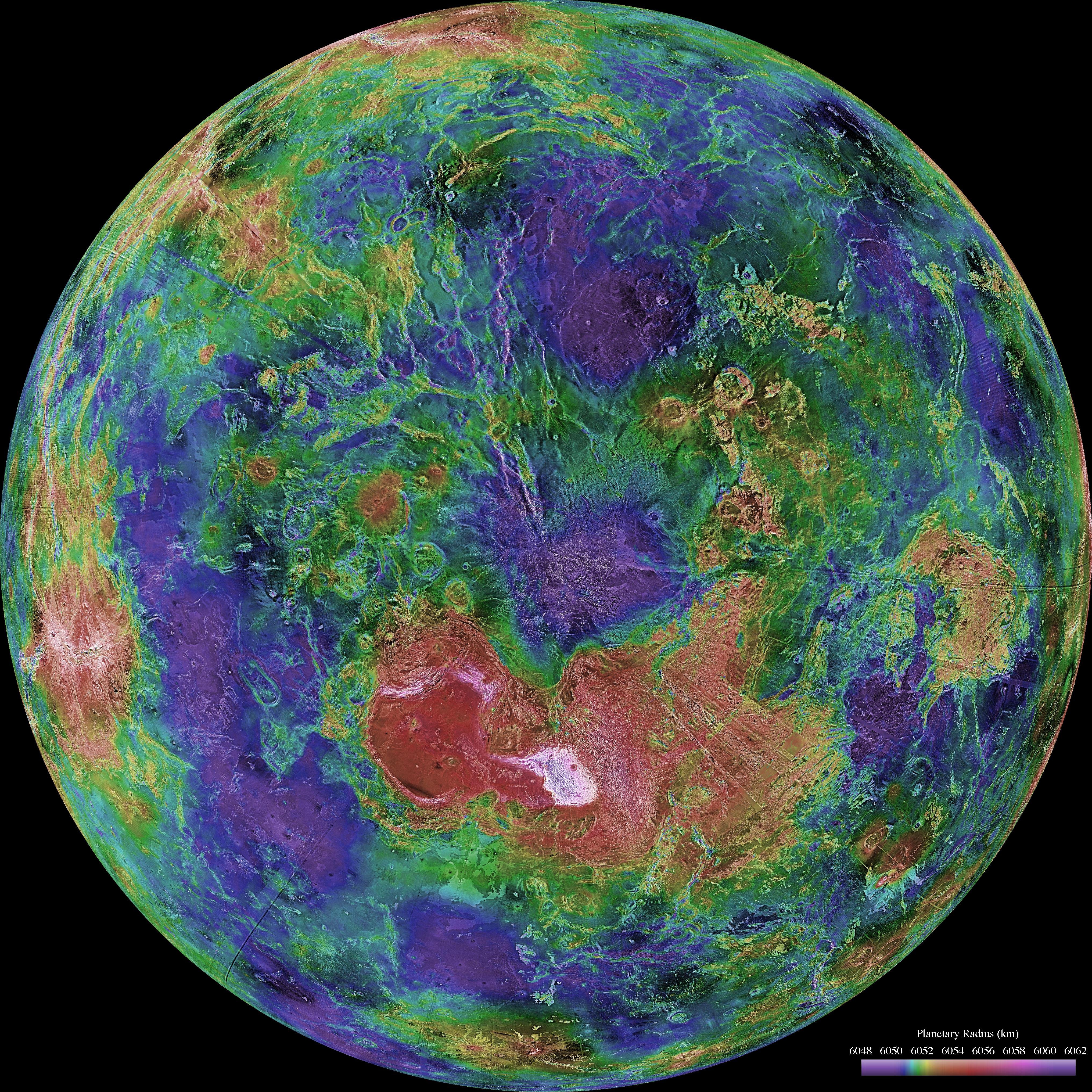
金星:“麦哲伦探测器”雷达测绘的高度图(空白处使用其它探测器数据补充)。北极居于中央，周围平原分别洛乌希平原(右上)和雪姑娘平原(其余部分)。坚尼查山脊从极点向上左延伸，塞尔-安尼娅线伸向右下,底部看到伊什塔高地的一部分。位于中心左侧圆形标记的是阿纳希特冕状物;右侧下方是波摩娜冕状物，上方和左边的更大一些，但芭楚埃冕状物不太明显。

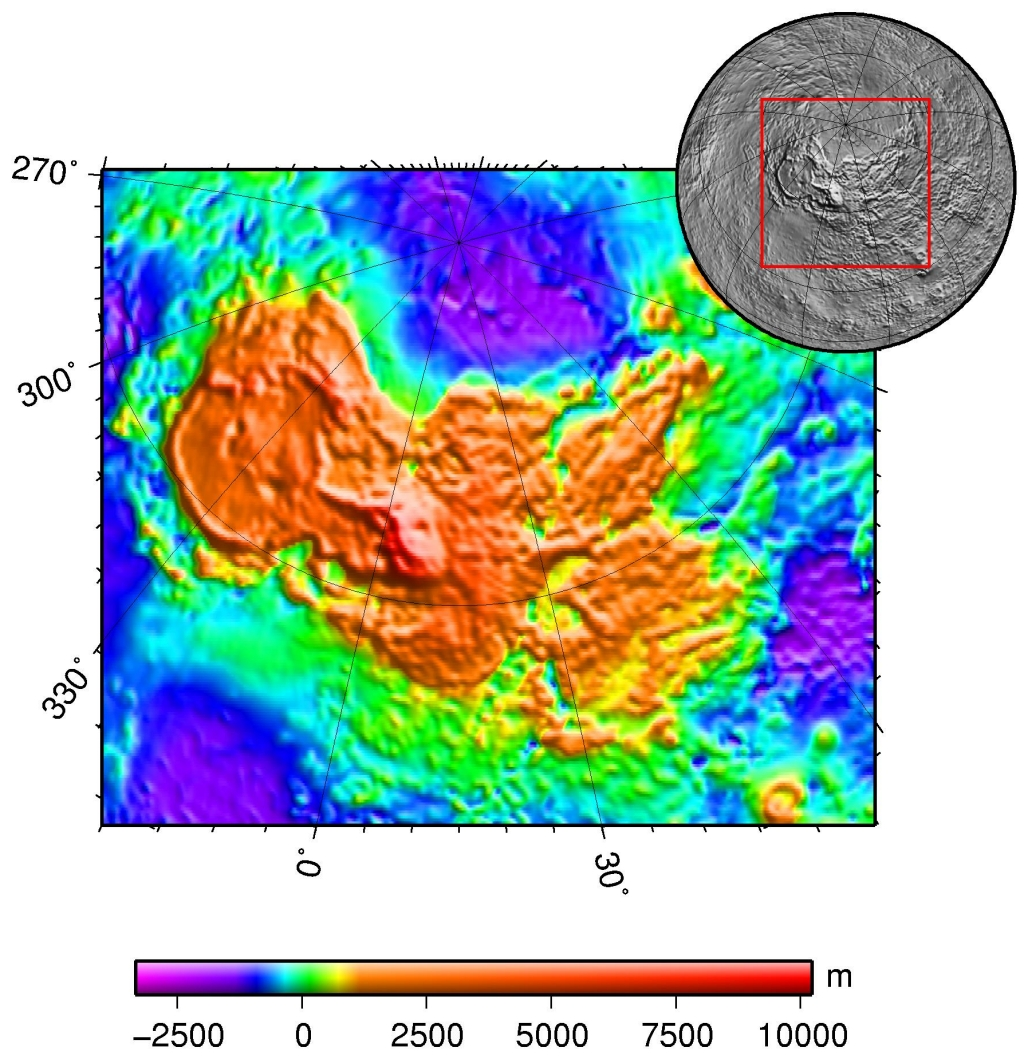
高程图.大型山脉 - 伊师塔高地;在上方可看到雪姑娘平原与乌洛希平原

雪姑娘平原(Snegurochka Planitia)是金星北极地区绵延2800公里的广袤平原，连同洛乌希平原一道组成了一个围绕北极点，最远抵达北纬75度的大平原，根据已确定的行星命名规则，金星低地部分是以神话或童话故事中的女角来命名，因此，它被命名为雪姑娘平原。 

## 探索史
由于受大气层的阻碍，金星无法在可见光下观察其表面，首颗抵达金星轨道运行的先锋1号所携带的雷达也覆盖不到金星两极地区，因为它们处于星球可见盘的边缘。
现存有关雪姑娘平原(包括金星北极所有地区)数据均来自于三颗星际卫星，分别是运行在1983-1984年的金星-15号和金星-16号以及1990年至1994年期间的麦哲伦号，这些设备采用波长8厘米和12.6厘米的雷达反射波绘制了金星表面图。“麦哲伦”测绘的地图较“金星15”和“金星16号”的分辨率更高(约为120米对1-2公里)，但它对金星北极地区的拍摄不完整。
此外，这三颗卫星还对金星进行了测高，但水平分辨率均差，“麦哲伦”探测器的水平分辨率为10〜30公里(而垂直分辨率为80-100米)。

## 地理位置
雪姑娘平原中心位于坐标86°36′N 328°00′E / 86.6°N 328°E，东止塞尔-安尼娅带、西到坚尼查山脊。这些地形系统分别沿（东80度和东200度）经线伸向北极点，然后在极点处汇集。它们将北极低地分割为两个部分：洛乌希平原和雪姑娘平原，因此，金星北极是位于这两个平原之上的，雪姑娘平原呈240度扇形区，面积比洛乌希平原大两倍。
雪姑娘平原的南部抵达北纬75度，其边界(自东向西)：伊师塔高地边缘的伊茨帕帕洛特莉镶嵌地块、波摩娜冕状物、阿纳希特冕状物和芭楚埃冕状物、墨提斯山、拉恩潘特山及位于南部坚尼查山脊末端的马斯列尼查冕状物。

## 地貌

### 地质史
雪姑娘平原的地势相当平坦的平原（属于金星上最平滑的区域），经仍存在结构、板块构造、火山及撞击成因。它们可被用来推测有关平原仍至整个金星相邻地区的的地质史。例如，雪姑娘平原与拉克希米高原（在高海拔的伊什塔尔高地西部）之间边界区的形态表明，该高原的抬升实际是北方地壳板块俯冲到它下面的结果。 
在金星北极地区发现了各种不同的古老地形- 镶嵌地块、山脊带和峡谷，横穿着多条线状结构，并显示后期被邻近盾状火山流出的熔岩所侵漫。此后的1到5亿间-金星上所有的大型盾状火山，导致全球地表发生了大规模的更新(辽阔熔岩平原的出现)，同时，形成了最年轻的地形之一 - 断裂带(可能是由于岩浆回升时产生的表面张力)。 在雪姑娘平原上发现了风侵蚀的痕迹。

### 构造结构
雪姑娘平原东、西两端，分别为塞尔-安尼娅线和坚尼查(又称路西法)山脊 - 其构造成因：前一系统显然是地表被拉伸而产生的平行断裂；后一系统是因受挤压而形成的并列山脊。
雪姑娘平原还存在一些较小的山脊和断层系统，大部分沿着南部边界延伸：孚尔戈拉山脊(Fulgora Dorsa) 、塞姆尼山脊(Semuni Dorsa)、电母山脊(Dyan-Mu Dorsa)、米斯那深谷(Misne Chasma)、乌奥尔萨尔断崖(Uorsar Rupes)和萨迦峡谷(Saga Vallis)。平原东部是一个大型线状地形 - 特赞线(Tezan Lineae)。此外，在平原其它地方还有许多小的断层和褶皱。
雪姑娘平原南部与二个大型镶嵌地块接壤，一种在数个方向纵横交叉类似镶木地板的地形，它们分别是福耳图娜镶嵌地块(Fortuna Tessera)和伊茨帕帕洛特莉镶嵌地块(Itzpapalotl Tessera)，在平原东北部还发现了一个小型镶嵌地块。

### 火山结构
雪姑娘平原上最显著的火山形态是冕状物和盾状火山，其密度远远超过邻近的洛乌希平原。
冕状物(拉丁语：Corona)是一种直径数百公里的环形结构，它的形成，可能是岩浆上升，推动地壳形成穹丘，之后熔岩冷却并从侧面流失，造成穹丘中心向内塌陷，产生形状类似皇冠的冕状物。在雪姑娘平原，沿西南边界分布着4座冕状物，从东到西分别是：直径350公里的波摩娜冕状物(拉丁语： Pomona Corona)、400公里的阿纳希特冕状物(Anahit Corona)、450公里的芭楚埃冕状物(Bachue Corona)以及位于雪姑娘平原与洛乌希平原交界处的直径200公里的马斯列尼查冕状物(Maslenitsa Corona)。
雪姑娘平原上最大的火山是位于西南边缘的拉恩潘特山(Renpet Mons)，靠近平原中部的是拉卡山(Laka Mons)，而娑罗室伐底山(Sarasvati Mons)则接近伊师塔高地边界。这些火山显然与这里的主地质构造不相关，且随机分布于地表之上。从这些火山流出的熔岩流长达150-250公里，沿平原南部边缘一直流淌到另一覆盖着凝固熔岩(赫罗哈熔岩流(Heloha Fluctus)，长度375公里)的地区。此外，该平原的火山附近还遍布着蜿蜒的槽沟-熔岩通道。

### 撞击坑
在金星北纬75度以北地区，已发现了23个撞击坑，该数字是通过计算“麦哲伦”拍摄的雷达图像得出的，它拍摄了90％的雪姑娘平原和2/3的洛乌希平原。这些相片的分辨率约120米，可检测出直径最小为2.9公里的陨石坑。
23个撞击坑中，有16个位于雪姑娘平原，5个在洛乌希平原，两个位于它们之间的边界上。大部分大型撞击坑都分布在雪姑娘平原：拉格勒夫撞击坑(直径59.8公里)、达什科娃撞击坑(52.3公里)、沃尔科娃撞击坑(46.9公里)。这些撞击坑大多数周围布满了抛出物(有些后来被抛出物堆积覆盖)。雪姑娘平原上的撞击坑，像金星其它地区的一样，也都是随机分布在地表上的。

## 文献书籍
- Hurwitz D. M., Head J. W. . USGS. 2012  [2013-04-01]. （原始内容存档于2013-04-10）.
- Бурба Г. А. . Лаборатория сравнительной планетологии ГЕОХИ. 2005-05  [2013-04-01]. （原始内容存档于2013-04-10）.